# Катарина фон Анхалт-Бернбург
Катарина фон Анхалт-Бернбург (на немски: Katharina von Anhalt; * ок. 1330; † 30 януари 1390) от фамилията Аскани, е дъщеря на княз Бернхард III (Анхалт) († 1348) и първата му съпруга Агнес фон Саксония-Витенберг († 1338), дъщеря на херцог и курфюрст Рудолф I от Саксония-Витенберг.

## Фамилия
Катарина се омъжва на 6 октомври 1356 г. за Магнус II (1324 – 1373) от род Велфи, херцог на Брауншвайг и Люнебург, княз на Люнебург и княз на Брауншвайг-Волфенбютел. Двамата имат 11 деца:
- Катерина Елизабет ∞ 1391 херцог Герхард VI фон Холщайн-Рендсбург († 1404)
- Фридрих (1357 – 1400) ∞ 1386 Анна Саксонска († 1440)
- Ото II (ок. 1364 – 1406), архиепископ на Бремен
- Бернхард I († 1434), ∞ 1386 Маргарета фон Саксония-Витенберг (пр. 1370 – 1418)
- Хайнрих I († 1416), ∞ I. София Померанска (ок. 1365 – 1400), II. 1409 в Касел Маргарета фон Хесен (1389 – 1446)
- Агнес I († 1410) ∞ 1372 херцог Албрехт I фон Брауншвайг-Грубенхаген (1339 – 1383)
- Хелена († 1373) ∞ граф Ерих I фон Хоя († 1426)
- Агнес II (пр. 1356 – пр. 1434) ∞ I. Бурхард VIII, граф фон Мансфелд-Кверфурт; II. Богислав VI херцог на Померания-Волгаст, III. 1396 херцог Албрехт III фон Мекленбург, от 1363 крал на Швеция
- София (1358 – 1416) ∞ херцог Ерих IV фон Саксония-Лауенбург (1354 – 1411)
- Елизабет (* ок. 1360 – 1420) ∞ граф Мориц IV фон Олденбург (1380 – 1420)
- Мехтхилд (1370 – 1433) ∞ граф Ото III фон Хоя († 1428)

На 11 май 1374 г. Катарина се омъжва втори път за роднината си Албрехт фон Саксония-Витенберг († 1385), княз на Люнебург. Te имат дъщеря:
- Елена (* 1385)